# Loi relative au service public pénitentiaire
Lire en ligne

« Loi n° 87-432 du 22 juin 1987 relative au service public pénitentiaire », sur Légifrance

La loi du 22 juin 1987 relative au service public pénitentiaire, dite loi Chalandon du nom du ministre qui l'a portée, est une loi ordinaire française relative, comme son titre l'indique, au service public pénitentiaire. Son principal objectif est d'autoriser la gestion déléguée des établissements pénitentiaires.